# Valentina Schlee
Valentina Schlee (właśc. Valentina Nicholaevna Sanina Schlee; ur. 1 maja 1899 w Kijowie, zm. 14 września 1989 w Nowym Jorku) – ukraińska projektantka mody i kostiumów teatralnych. Działała od 1928 do późnych lat 50. XX wieku. Jej klientkami były m.in. Greta Garbo i Katharine Hepburn.

## Życiorys
Valentina Sanina urodziła się i wychowała w Kijowie. Studiowała dramat w Charkowie w momencie wybuchu Rewolucji Październikowej w 1917 roku. Podczas ucieczki z kraju z rodzinnymi klejnotami, na dworcu kolejowym w Sewastopolu poznała swojego męża Georgy Schlee (zm. 1964). Nie jest potwierdzone, czy ich ślub był legalny. Georgy Schlee był wieloletnim przyjacielem gwiazdy filmowej Grety Garbo – łączyła ich 20-letnia relacja. Schleeowie do Nowego Jorku w 1923 roku i stali się prominentnymi członkami społeczności kawiarnianej szalonych lat dwudziestych. Valentina wyróżniała się swoim ubiorem na tle kobiet nowojorskich, które nosiły krótkie spódniczki i sukienki z głębokim dekoltem. Ukrainka ubierała się w ubrania zakrywające całe ciało.

## Kariera zawodowa
Valentina otworzyła mały dom mody haute couture Valentina's Gowns na Madison Avenue w 1928 roku. Jej pierwszym zleceniem scenicznym były kostiumy dla Judith Anderson do filmu Come of Age z 1933 roku. Jej projekty zostały przejęte przez krytykę lepiej niż spektakl i ugruntowały jej reputację jako projektantki. Schlee ubierała takie aktorki epoki jak Lynn Fontanne, Katharine Cornell, Greta Garbo, Gloria Swanson, Gertrude Lawrence i Katharine Hepburn. Jej sukcesy na Broadwayu obejmowały kostiumy do sztuki The Philadelphia Story. Ubierała również wybitne kobiety z Nowego Jorku, w tym członków rodzin Whitney i Vanderbilt. W 1950 roku Valentina wprowadziła również perfumy „My Own”.
Valentina w swoich projektach na miarę płynnie łączyła ukośne cięcia Madeleine Vionnet z wdziękiem sukni inspirowanym Alix Grès. Pod koniec lat czterdziestych powiedziała: Prostota przetrwa zmiany w modzie oraz Szykowne kobiety noszą teraz sukienki, które kupiły ode mnie w 1936 roku. Dopasuj stulecie, zapomnij o roku. 
Schlee był utalentowaną autopromotorką. Wzorowała się na własnych projektach i rzadko pozwalała, by elegancka aura jej prac osłabła. Schlee zawsze była nienagannie ubrana, zdobyła wzmiankę na Międzynarodowej Liście Najlepiej Ubranych.
Valentina zakończyła dzielność projektancką pod koniec lat pięćdziesiątych i zamknęła dom mody. 
Ze względu na to, że razem z mężem mieszkali w Nowym Jorku w tym samym budynku co Greta Garbo, a Valentina była zdenerwowana bliską przyjaźnią Garbo z jej mężem Georgym, kobiety na początku lat 60. miały ustalony harmonogram, aby unikać spotkań w holu budynku.
Zmarła na chorobę Parkinsona 14 września 1989 roku w wieku 90 lat.  
W 2009 roku w Muzeum Miasta Nowy Jork otwarto dużą retrospektywną wystawę Valentina: American Couture and the Cult of Celebrity. Była to pierwsza wystawa, w której zaprezentowano karierę Valentiny oraz pokazano nigdy wcześniej niewystawiane suknie, akcesoria, fotografie i druki ze zbiorów Muzeum Miasta Nowego Jorku, rodziny Valentiny i innych ważnych kolekcji.